# Javier López Vallejo
Javier López Vallejo és un futbolista navarrès nascut el 22 de setembre de 1975 a Pamplona. Amida 1,85 metres i pesa 77 quilos.

## Detalls
Format en la pedrera del CA Osasuna, va arribar a interessar a grans equips com l'AC Milan amb molt poca edat. A les files de l'Osasuna va debutar a primera divisió va debutar la temporada 93/94 jugant un partit contra l'Sporting, amb els rojillos descendits automàticament a Segona. Va romandre en l'equip navarrès per a sortir al Vila-real Club de Futbol en la temporada 2000-2001.
Després d'un parell d'anys bons en l'equip valencià passa a un segon pla en els següents, sent suplent d'en Reina. Cedit en el Recreativo de Huelva en la temporada 2006-07, té una magnífica participació, i és clau perquè el seu equip aspirés a assolir un lloc de classificació europea. El dia 31 de juliol de 2007 després de rescindir el contracte que l'unia amb Vila-real CF, fitxa pel Reial Saragossa, malgrat que també existia l'interès d'altres clubs de primera divisió com el Racing de Santander o l'Espanyol de Barcelona. El porter navarrès estarà dues temporades en l'equip aragonès.
També ha format part de la Selecció nacional de futbol del País Basc.

## Clubs
| Club              | Categoría        | Any       | Partits | Gols |
| ----------------- | ---------------- | --------- | ------- | ---- |
| Osasuna B         | Segona Divisió B | 1992/1993 | S/D     | S/D  |
| CA Osasuna        | primera divisió  | 1993/1994 | 1       | 0    |
| CA Osasuna        | Segona Divisió   | 1994/1995 | 2       | 1    |
| CA Osasuna        | Segona Divisió   | 1995/1996 | 33      | 34   |
| CA Osasuna        | Segona Divisió   | 1996/1997 | 33      | 36   |
| CA Osasuna        | Segona Divisió   | 1997/1998 | 40      | 40   |
| CA Osasuna        | Segona Divisió   | 1998/1999 | 41      | 46   |
| CA Osasuna        | Segona Divisió   | 1999/2000 | 42      | 46   |
| Vila-real CF      | primera divisió  | 2000/2001 | 36      | 51   |
| Vila-real CF      | primera divisió  | 2001/2002 | 38      | 55   |
| Vila-real CF      | primera divisió  | 2002/2003 | 4       | 6    |
| Vila-real CF      | primera divisió  | 2003/2004 | 0       | 0    |
| Vila-real CF      | primera divisió  | 2004/2005 | 0       | 0    |
| Vila-real CF      | primera divisió  | 2005/2006 | 0       | 0    |
| Recreativo Huelva | primera divisió  | 2006/2007 | 30      | 37   |
| Reial Saragossa   | primera divisió  | 2007/2008 | 2       | 4    |